# フローレンス (ケンタッキー州)
フローレンス（英: Florence）は、アメリカ合衆国ケンタッキー州北部のブーン郡にある都市。人口は3万1946人（2020年）。シンシナティ・北ケンタッキー大都市圏に属している。市名はイタリアのフィレンツェから採られたという説がある。

## 歴史
フローレンスのある地域は、バーリントンやユニオンからリッジ道路（現アメリカ国道25号線）など数本の道路が集まる所だったので、当初は「クロスローズ」と呼ばれていた。1821年までにコビントンの検事で、バーリントン・パイク沿いの農場を所有していたトマス・マッデンから、「マッデンタウン」と呼ばれるようになっていた。マッデンが移転してしまうと、1828年には成長しつつあった町の開発を任された開拓者ジェイコブ・コナーから「コナーズビル」に改名された。州内にはハリソン郡にもコナーズビルがあったために、最後は「フローレンス」に改名された。イタリアのフィレンツェから採られたと考えられているが、具体的起源は不明である。1830年1月27日に法人化され、1836年にコビントン・レキシントン・ターンパイクが完成した後は急速に成長した。

## 地理
フローレンス市はブーン郡東部にあり、座標では北緯38度59分36秒 西経84度38分33秒 / 北緯38.99333度 西経84.64250度 (38.993225, -84.642602)に位置するアメリカ国道25号線、同42号線、同127号線が市内中心部を通っており、北東のシンシナティ中心街には3本が合流して18kmである。州間高速道路75号線と同71号線が市内西部を通り、178から182までの出口でアクセスできる。
アメリカ合衆国国勢調査局に拠れば、郡域全面積は10.3平方マイル (26.8 km2)であり、このうち陸地10.3平方マイル (26.7 km2)、水域は0.1平方マイル (0.04 km2)で水域率は0.43%である。

## 人口動態
以下は2000年国勢調査による人口統計データである。
| 基礎データ - 人口: 23,551 人 - 世帯数: 9,640 世帯 - 家族数: 6,073 家族 - 人口密度: 921.1人/km2（2,385.6人/mi2） - 住居数: 10,322 軒 - 住居密度: 403.7軒/km2（1,045.6軒/mi2） 人種別人口構成 - 白人: 92.44% - アフリカン・アメリカン: 2.67% - ネイティブ・アメリカン: 0.26% - アジア人: 1.50% - 太平洋諸島系: 0.06% - その他の人種: 1.58% - 混血: 1.49% - ヒスパニック・ラテン系: 3.80% 年齢別人口構成 - 18歳未満: 24.9% - 18-24歳: 10.7% - 25-44歳: 33.0% - 45-64歳: 19.6% - 65歳以上: 11.8% - 年齢の中央値: 33歳 - 性比（女性100人あたり男性の人口） - 総人口: 90.4 - 18歳以上: 86.7 | 世帯と家族（対世帯数） - 18歳未満の子供がいる: 32.1% - 結婚・同居している夫婦: 46.2% - 未婚・離婚・死別女性が世帯主: 12.8% - 非家族世帯: 37.0% - 単身世帯: 30.2% - 65歳以上の老人1人暮らし: 11.1% - 平均構成人数 - 世帯: 2.41人 - 家族: 3.03人 収入と家計 - 収入の中央値 - 世帯: 42,567米ドル - 家族: 52,160米ドル - 性別 - 男性: 36,677米ドル - 女性: 26,323米ドル - 人口1人あたり収入: 20,451米ドル - 貧困線以下 - 対人口: 9.5% - 対家族数: 8.1% - 18歳未満: 11.5% - 65歳以上: 14.0% |

フローレンス市の人口は年2.2%成長しており、10年間では14.2%だった。2008年6月時点での人口は27.745人だった。シンシナティ・北ケンタッキー大都市圏では6番目の都市である。

## 見どころ
フローレンス市は、州間高速道路75号線から見える給水塔があり、そこに「フローレンス・ヨール」と書いてあることで周辺市まで知られている。元々この塔は、建設中だったフローレンス・モールの宣伝を行っていた。これは塔のために土地を寄付したモール開発業者との協定に基づいていた。しかし、モールがまだ建設されていなかったために、この塔は高規格道路の規制に違反しており、一定期限のうちにその表記の変更を強いられた。この塔全体の塗装をやり直すよりも、モールの頭文字「M」の左右にある縦画を消して「Y」に変えた方が単純で良いということになった。モールが建設されたときに元に戻す意図もあったが、地元住民はこの「ヨール」(君たちみんなという意味がある）を好んだので、フローレンス市はそのままにしておくことにした。

## 文化

### スポーツ
市内には独立リーグのフロンティアリーグに属する野球チームのフローレンス・フリーダムが本拠地にしている。シンシナティ大学医療センタースタジアム、別名チャンピオン・ウィンドウ・フィールドが2004年に完成して以来、ホーム球場にしている。

## 著名な出身者
- ショーン・アレキサンダー、NFL アメリカンフットボール選手